# Hilfe, ich bin unsichtbar!
Hilfe, ich bin unsichtbar! ist ein deutsches Filmlustspiel aus dem Jahr 1951 von E. W. Emo mit Theo Lingen, Inge Landgut, Fita Benkhoff und Grethe Weiser in den Hauptrollen.

## Handlung
Inkassovertreter Fritz Sperling ist ein liebender Ehemann mit einem allerdings kräftigen Spleen. Er sieht sich als großer Erfinder und experimentiert mit dementsprechendem Elan in seiner Küche, wobei viel Porzellan lautstark in Scherben und noch mehr Geld den Bach herunterfällt – sehr zum Leidwesen seiner jungen Frau Ilse, die die mühsam verdienten Kröten lieber sinnvoll angelegt sehen möchte. Die neueste Verrücktheit Sperlings ist ein Apparat, der unsichtbar machen soll. Den hat Fritz auf einem Jahrmarkt aufgetrieben und ist seitdem Feuer und Flamme, das Gerät an sich selbst auszuprobieren. Und siehe da: Fritz Sperling wird tatsächlich unsichtbar!
Zu allem Unglück geht die „Zaubermaschine“ just in dem Moment kaputt, in dem er für andere nicht mehr erkennbar ist, und Fritz droht nun, in diesem Zustand auf ewig zu verharren. Nur der Genuss von hochprozentigem Alkohol lässt ihn vorübergehend wieder sichtbar erscheinen. Im unsichtbaren Zustand setzt Sperling seine Umwelt in echte Verwirrung, was dazu führt, dass ihn sein Chef feuert und Ilse sich von Fritz scheiden lassen will. Schwiegermutter Yvonne plant sogar, den „verrückt Gewordenen“ kurzerhand in die Klapsmühle einweisen zu lassen. Schließlich löst sich das Problem von ganz allein: Als Fritz eines Tages aus dem Bett fällt, erwacht er aus diesem, seinem Traum, der fast zum Alptraum geworden wäre.

## Produktionsnotizen
Hilfe, ich bin unsichtbar! entstand im Frühjahr 1951 in Bendestorf (Atelieraufnahmen) und in Hamburg-Harburg (Außenaufnahmen). Die Uraufführung erfolgte am 7. Juli 1951 in der Berliner Waldbühne.
Karl Junge war Produktionsleiter. Franz Schroedter gestaltete die Filmbauten, Trude Ulrich die Kostüme.

## Kritiken
Im Lexikon des Internationalen Films heißt es: „Groteskes Lustspiel, ganz auf Theo Lingens komische Wirkung zugeschnitten.“